# ナオミ・ラング
ナオミ・ラング（Naomi Lang、1978年12月18日 - ）は、アメリカ出身のフィギュアスケート選手。2000年、2002年四大陸フィギュアスケート選手権アイスダンスチャンピオン。パートナーはピーター・チェルニシェフ。

## 経歴
- カルク族出身。
- 3歳から15歳までバレエダンサー。
- ジョン・リーと組みアイスダンスを始める。
- 1997-1998年シーズンよりピーター・チェルニシェフと組む。
- 2000、2002年四大陸フィギュアスケート選手権優勝。
- 2002年ソルトレークシティオリンピックに出場し、11位。
- 2004年に現役を引退し、プロに転向。

## 主な戦績
| 大会/年      | 97-98 | 98-99 | 99-00 | 00-01 | 01-02 | 02-03 | 03-04 |
| ------------ | ----- | ----- | ----- | ----- | ----- | ----- | ----- |
| オリンピック |       |       |       |       | 11    |       |       |
| 世界選手権   |       | 10    | 8     | 9     | 9     | 8     |       |
| 四大陸選手権 |       | 3     | 1     | 1     | 2     | 3     |       |
| 全米選手権   | 3     | 1     | 1     | 1     | 1     | 1     | 棄権  |

戦績はピーター・チェルニシェフと組んで以降。

### 詳細
| 2002-2003 シーズン   |                                                      |    |    |      |
| 開催日               | 大会名                                               | SP | FS | 結果 |
| 2003年3月24日 - 30日 | 2003年世界フィギュアスケート選手権（ワシントンD.C.） | 4  | 8  | 8    |
| 2003年2月10日 - 16日 | 2003年四大陸フィギュアスケート選手権（北京）         | 2  | 3  | 3    |